# Allegro ma non troppo
Allegro ma non troppo (italiano para "rápido, mas não muito") é um andamento utilizado para indicar ao músico que a execução deve ser moderadamente rápida. Em geral o movimento allegro é executado com pulsação rápida e expressão leve e alegre. Embora não haja uma padronização muito precisa para a velocidade de execução, a maioria dos músicos utiliza uma pulsação entre 90 e 120 batidas por minuto (BPM - unidade que pode ser medida com o auxílio de um metrônomo). Este andamento também é chamado Allegro moderatto ou simplesmente Moderatto.

## Nome de movimento
É comum na música erudita que os andamentos sejam utilizados para nomear os movimentos de certas composições. Várias sonatas, sinfonias e concertos têm movimentos chamados Allegro ma non troppo
- É o primeiro movimento da Sonata No. 20 de Ludwig van Beethoven. De estilo clássico, foi composta no século XIX, originalmente para piano.
- Allegro ma non troppo, un poco maestoso ("Rápido, mas não muito, um pouco majestoso")  é também o nome do primeiro movimento da Nona sinfonia de Beethoven, sua última sinfonia completa.